# Kim Do-hoon
Kim Do-hoon (en coreano: 김도훈; nacido el 21 de julio de 1970 en Tongyeong, Gyeongsang del Sur) es un exfutbolista y actual entrenador surcoreano. Jugaba de delantero y su último club fue el Seongnam Ilhwa Chunma de Corea del Sur. Actualmente dirige a Lion City Sailors de la Liga Premier de Singapur.
Kim desarrolló su carrera en varios clubes de su país y Japón, entre los que se encuentran Jeonbuk Hyundai Motors, Vissel Kobe y Seongnam Ilhwa Chunma. Además, fue internacional absoluto por la Selección de fútbol de Corea del Sur y disputó la Copa Mundial de la FIFA 1998. El 28 de marzo de 1999, marcó un gol en un partido amistoso ante Brasil, que finalmente sería el definitivo en la victoria de los surcoreanos por 1-0. Así, Corea del Sur se transformaría en el primer seleccionado asiático en derrotar al combinado verdeamarelo.

## Trayectoria

### Clubes como futbolista
| Club                      | País          | Año         |
| ------------------------- | ------------- | ----------- |
| Sangmu (servicio militar) | Corea del Sur | 1993 - 1994 |
| Jeonbuk Hyundai Dinos     | Corea del Sur | 1995 - 1997 |
| Vissel Kobe (préstamo)    | Japón         | 1998 - 1999 |
| Jeonbuk Hyundai Motors    | Corea del Sur | 2000 - 2002 |
| Seongnam Ilhwa Chunma     | Corea del Sur | 2003 - 2005 |

### Selección nacional como futbolista
| Selección | País          | Año         |
| --------- | ------------- | ----------- |
| Sub-23    | Corea del Sur | 1991 - 1992 |
| Absoluta  | Corea del Sur | 1994 - 2003 |

### Clubes como entrenador
| Club                              | País          | Año             |
| --------------------------------- | ------------- | --------------- |
| Seongnam Ilhwa Chunma (asistente) | Corea del Sur | 2006 - 2012     |
| Gangwon F.C. (asistente)          | Corea del Sur | 2013            |
| Incheon United                    | Corea del Sur | 2015 - 2016     |
| Ulsan Hyundai                     | Corea del Sur | 2017 - 2020     |
| Lion City Sailors                 | Singapur      | 2021 - Presente |

### Selección nacional como entrenador
| Selección          | País          | Año  |
| ------------------ | ------------- | ---- |
| Sub-20 (asistente) | Corea del Sur | 2014 |

## Estadísticas

### Como futbolista

#### Clubes
| Club                         | Año           | Liga            | Liga  | Liga  | Copa  | Copa  | Copa de la Liga | Copa de la Liga | Continental | Continental | Otros | Otros | Total | Total |
| Club                         | Año           | División        | Part. | Goles | Part. | Goles | Part.           | Goles           | Part.       | Goles       | Part. | Goles | Part. | Goles |
| ---------------------------- | ------------- | --------------- | ----- | ----- | ----- | ----- | --------------- | --------------- | ----------- | ----------- | ----- | ----- | ----- | ----- |
| Sangmu FC (servicio militar) | 1993          | Semi-pro League |       |       |       |       | —               | —               | —           | —           |       |       |       |       |
| Sangmu FC (servicio militar) | 1994          | Semi-pro League |       |       |       |       | —               | —               | —           | —           |       |       |       |       |
| Sangmu FC (servicio militar) | Total         | Total           |       |       |       |       | —               | —               | —           | —           |       |       |       |       |
| Jeonbuk Hyundai Motors       | 1995          | K League        | 18    | 6     | —     | —     | 7               | 3               |             |             |       |       | 25    | 9     |
| Jeonbuk Hyundai Motors       | 1996          | K League        | 16    | 6     |       |       | 6               | 4               |             |             |       |       | 22    | 10    |
| Jeonbuk Hyundai Motors       | 1997          | K League        | 9     | 3     |       |       | 5               | 1               |             |             |       |       | 14    | 4     |
| Jeonbuk Hyundai Motors       | 2000          | K League        | 20    | 12    |       |       | 7               | 3               |             |             |       |       | 27    | 15    |
| Jeonbuk Hyundai Motors       | 2001          | K League        | 26    | 8     |       |       | 9               | 7               |             |             |       |       | 35    | 15    |
| Jeonbuk Hyundai Motors       | 2002          | K League        | 22    | 8     |       |       | 8               | 2               |             |             |       |       | 30    | 10    |
| Jeonbuk Hyundai Motors       | Total         | Total           | 111   | 43    |       |       | 42              | 20              |             |             |       |       | 153   | 63    |
| Vissel Kobe (préstamo)       | 1998          | J1 League       | 33    | 17    | 2     | 2     | 0               | 0               |             |             |       |       | 35    | 19    |
| Vissel Kobe (préstamo)       | 1999          | J1 League       | 25    | 10    | 0     | 0     | 2               | 0               |             |             |       |       | 27    | 10    |
| Vissel Kobe (préstamo)       | Total         | Total           | 58    | 27    | 2     | 2     | 2               | 0               |             |             |       |       | 62    | 29    |
| Seongnam Ilhwa Chunma        | 2003          | K League        | 40    | 28    |       |       | —               | —               |             |             |       |       | 40    | 28    |
| Seongnam Ilhwa Chunma        | 2004          | K League        | 23    | 5     |       |       | 9               | 5               |             |             |       |       | 32    | 10    |
| Seongnam Ilhwa Chunma        | 2005          | K League        | 20    | 9     |       |       | 12              | 4               |             |             |       |       | 32    | 13    |
| Seongnam Ilhwa Chunma        | Total         | Total           | 83    | 42    |       |       | 21              | 9               |             |             |       |       | 104   | 51    |
| Total carrera                | Total carrera | Total carrera   | 252   | 112   | 2     | 2     | 65              | 29              |             |             |       |       | 319   | 143   |

#### Selección nacional
Fuente:
| Selección de Corea del Sur | Selección de Corea del Sur | Selección de Corea del Sur |
| Año                        | Part.                      | Goles                      |
| -------------------------- | -------------------------- | -------------------------- |
| 1994                       | 5                          | 1                          |
| 1995                       | 3                          | 2                          |
| 1996                       | 14                         | 7                          |
| 1997                       | 12                         | 6                          |
| 1998                       | 8                          | 0                          |
| 1999                       | 4                          | 1                          |
| 2000                       | 2                          | 0                          |
| 2001                       | 8                          | 3                          |
| 2002                       | 6                          | 2                          |
| 2003                       | 10                         | 8                          |
| Total                      | 72                         | 30                         |

##### Goles internacionales
| No  | Fecha                    | Sede               | Oponente               | Gol     | Resultado | Competición                                          |
| --- | ------------------------ | ------------------ | ---------------------- | ------- | --------- | ---------------------------------------------------- |
| 1.  | 13 de septiembre de 1994 | Seúl               | Ucrania                | 1 gol   | 2–0       | Partido amistoso                                     |
| 2.  | 5 de junio de 1995       | Suwon              | Costa Rica             | 1 gol   | 1–0       | Korea Cup 1995                                       |
| 3.  | 10 de junio de 1995      | Seúl               | Zambia                 | 1 gol   | 2–3       | Korea Cup 1995                                       |
| 4.  | 19 de marzo de 1996      | Dubái              | Emiratos Árabes Unidos | 1 gol   | 2–3       | Torneo de Dubái 1996                                 |
| 5.  | 30 de abril de 1996      | Tel Aviv           | Israel                 | 1 gol   | 5–4       | Partido amistoso                                     |
| 6.  | 5 de agosto de 1996      | Ciudad Ho Chi Minh | Guam                   | 1 gol   | 9–0       | Eliminatorias para la Copa Asiática 1996             |
| 7.  | 8 de agosto de 1996      | Ciudad Ho Chi Minh | China Taipéi           | 1 gol   | 4–0       | Eliminatorias para la Copa Asiática 1996             |
| 8.  | 23 de noviembre de 1996  | Suwon              | Colombia               | 1 gol   | 4–1       | Partido amistoso                                     |
| 9.  | 7 de diciembre de 1996   | Abu Dabi           | Indonesia              | 1 gol   | 4–2       | Copa Asiática 1996                                   |
| 10. | 16 de diciembre de 1996  | Dubái              | Irán                   | 1 gol   | 2–6       | Copa Asiática 1996                                   |
| 11. | 18 de enero de 1997      | Melbourne          | Noruega                | 1 gol   | 1–0       | Opus Tournament 1997                                 |
| 12. | 24 de agosto de 1997     | Daegu              | Tayikistán             | 2 goles | 4–1       | Partido amistoso                                     |
| 13. | 24 de agosto de 1997     | Daegu              | Tayikistán             | 2 goles | 4–1       | Partido amistoso                                     |
| 14. | 18 de octubre de 1997    | Taskent            | Uzbekistán             | 1 gol   | 5–1       | Eliminatorias para la Copa Mundial de Fútbol de 1998 |
| 15. | 9 de noviembre de 1997   | Abu Dabi           | Emiratos Árabes Unidos | 2 goles | 3–1       | Eliminatorias para la Copa Mundial de Fútbol de 1998 |
| 16. | 9 de noviembre de 1997   | Abu Dabi           | Emiratos Árabes Unidos | 2 goles | 3–1       | Eliminatorias para la Copa Mundial de Fútbol de 1998 |
| 17. | 28 de marzo de 1999      | Seúl               | Brasil                 | 1 gol   | 1–0       | Partido amistoso                                     |
| 18. | 24 de enero de 2001      | Hong Kong          | Noruega                | 1 gol   | 2–3       | Carlsberg Cup 2001                                   |
| 19. | 24 de abril de 2001      | El Cairo           | Irán                   | 1 gol   | 1–0       | LG Cup 2001                                          |
| 20. | 16 de septiembre de 2001 | Busan              | Nigeria                | 1 gol   | 2–1       | Partido amistoso                                     |
| 21. | 2 de febrero de 2002     | Pasadena           | Canadá                 | 1 gol   | 1–2       | Copa de Oro de la Concacaf 2002                      |
| 22. | 13 de febrero de 2002    | Montevideo         | Uruguay                | 1 gol   | 1–2       | Partido amistoso                                     |
| 23. | 25 de septiembre de 2003 | Incheon            | Vietnam                | 1 gol   | 5–0       | Clasificación para la Copa Asiática 2004             |
| 24. | 29 de septiembre de 2003 | Incheon            | Nepal                  | 3 goles | 16–0      | Clasificación para la Copa Asiática 2004             |
| 25. | 29 de septiembre de 2003 | Incheon            | Nepal                  | 3 goles | 16–0      | Clasificación para la Copa Asiática 2004             |
| 26. | 29 de septiembre de 2003 | Incheon            | Nepal                  | 3 goles | 16–0      | Clasificación para la Copa Asiática 2004             |
| 27. | 24 de octubre de 2003    | Mascate            | Nepal                  | 3 goles | 7–0       | Clasificación para la Copa Asiática 2004             |
| 28. | 24 de octubre de 2003    | Mascate            | Nepal                  | 3 goles | 7–0       | Clasificación para la Copa Asiática 2004             |
| 29. | 24 de octubre de 2003    | Mascate            | Nepal                  | 3 goles | 7–0       | Clasificación para la Copa Asiática 2004             |
| 30. | 4 de diciembre de 2003   | Tokio              | Hong Kong              | 1 gol   | 3–1       | Campeonato de Fútbol del Este de Asia 2003           |

##### Participaciones en fases finales
| Torneo                          | Sede                  | Resultado        | Partidos | Goles |
| ------------------------------- | --------------------- | ---------------- | -------- | ----- |
| Juegos Asiáticos de 1994        | Hiroshima             | Cuarto puesto    | —        | —     |
| Copa Asiática 1996              | EAU                   | Cuartos de final | 3        | 2     |
| Copa Mundial de Fútbol de 1998  | Francia               | Primera fase     | 2        | 0     |
| Juegos Olímpicos de 2000        | Sídney                | Primera fase     | 3        | 0     |
| Copa Confederaciones 2001       | Corea del Sur / Japón | Primera fase     | 2        | 0     |
| Copa de Oro de la Concacaf 2002 | Estados Unidos        | Cuarto puesto    | 4        | 1     |

## Palmarés

### Como futbolista

#### Títulos nacionales
| Título                        | Club                   | País          | Año  |
| ----------------------------- | ---------------------- | ------------- | ---- |
| Copa del Presidente de Corea  | Universidad de Yonsei  | Corea del Sur | 1989 |
| Liga Semiprofesional de Corea | Sangmu                 | Corea del Sur | 1994 |
| Korean FA Cup                 | Jeonbuk Hyundai Motors | Corea del Sur | 2000 |
| K League 1                    | Seongnam Ilhwa Chunma  | Corea del Sur | 2003 |
| Copa de la Liga de Corea      | Seongnam Ilhwa Chunma  | Corea del Sur | 2004 |

#### Títulos internacionales
| Título                  | Club            | Sede     | Año  |
| ----------------------- | --------------- | -------- | ---- |
| Juegos de Asia Oriental | Corea del Sur B | Shanghái | 1993 |
| Campeonato EAFF         | Corea del Sur   | Yokohama | 2003 |

(*) Incluyendo la Selección

#### Distinciones individuales
| Distinción                                        | Año  |
| ------------------------------------------------- | ---- |
| Máximo Goleador de la K League 1                  | 2000 |
| K League 1 Best XI                                | 2000 |
| Máximo Goleador de la K League 1                  | 2003 |
| K League 1 Best XI                                | 2003 |
| Jugador Más Valioso de la K League 1              | 2003 |
| Máximo Goleador de la Liga de Campeones de la AFC | 2004 |

### Como entrenador

#### Títulos nacionales
| Título                   | Club              | País          | Año  |
| ------------------------ | ----------------- | ------------- | ---- |
| Korean FA Cup            | Ulsan Hyundai     | Corea del Sur | 2017 |
| Liga Premier de Singapur | Lion City Sailors | Singapur      | 2021 |

#### Títulos internacionales
| Título                      | Club          | País          | Año  |
| --------------------------- | ------------- | ------------- | ---- |
| Liga de Campeones de la AFC | Ulsan Hyundai | Corea del Sur | 2020 |

(*) Incluyendo la Selección